# Na Dzień 1 Maja
Na Dzień 1 Maja – polska socjalistyczna pieśń pierwszomajowa, napisana na melodię "Warszawianki 1905" w roku 1889. Zatwierdzona jako hymn Międzynarodowego Dnia Solidarności Ludzi Pracy w dniu jego uchwalenia oraz powołania Drugiej Międzynarodówki, na Międzynarodowym Kongresie Socjalistycznym w Paryżu, 14 lipca 1889.
Dzieło byłego członka "Proletariatu", sygnowane pseudonimem Zmogus.
Utwór opublikowany w zbiorze pt. Polskie Pieśni Rewolucyjne z lat 1918-1939, wydanym w Warszawie w 1950 roku. Składa się z czterech zwrotek, skróconych o połowę względem oryginalnego tekstu i melodii "Warszawianki..." (do czterech wersów każda), a także czterech – odmiennej treści – refrenów.
Na Dzień 1 Maja
Dziś twoje święto, ludu roboczy,
Dziś spracowane niech spoczną dłonie,
Niech w lepszą przyszłość wybiegną oczy
I żywym ogniem niech krew zapłonie.
Dzisiaj na obu świata półkulach
Motory maszyn niech sobie drzemią,
Niech pusto będzie w fabrycznych ulach
I tam w kopalniach – pod matką-ziemią.
Wiosna, jak piękne dziecię, się śmieje,
Falami blasków i zieloności
I w każdym sercu budzi nadzieję
Już niedalekiej lepszej przyszłości.
Tak, niedalekiej! – wystąp więc, ludu!
Niech solidarność moc twą podwaja!
Wyjdź, jakby jeden, ze świątyń trudu
I wypełń sobą Pierwszy dzień Maja!
Niech ludzkość widzi na własne oczy,
Niech świat od dzisiaj nie zapomina,
Że spracowany ten stan roboczy –
To jedna wielka, zgodna rodzina,
Która znękana swym losem czarnym
Budzi się, zbiera siły powoli,
Nie chcąc być zawsze kozłem ofiarnym,
Żyć w ciężkich pętach gorzkiej niedoli.
Jedna rodzina – choć z ludów wielu –
Co idzie w przyszłość pewna zwycięstwa,
Świadoma swoich sił, środków, celu –
Z mieczem przekonań i ogniem męstwa.
Niech dzień dzisiejszy będzie święcony,
Niechaj on lepszą przyszłość zagaja!
Żyjcie, robocze ludu miliony,
W dniu uroczystym Pierwszego Maja!